# زابوليارنيي (جامالو-نينيتس)
زابوليارنيي (بالروسية: Заполярный) هي مدينة في مقاطعة أوكروغ يامالو-نينيتس الذاتية في روسيا.
يبلغ عدد سكانها حوالي 986   نسمة.